# 200 km de TC 2000
Los 200 km de TC 2000 es una carrera de automovilismo que se ha disputado en Argentina como fecha puntuable del Turismo Competición 2000 desde 2004 hasta 2011, del Súper TC2000 desde 2014 hasta 2021 y del renombrado TC2000 desde 2022. Es una competencia especial desarrollada por Turismo Competición 2000 en la cual compiten binomios conformados por un piloto titular (participante del campeonato) y un piloto invitado. El cambio de pilotos se hace a mitad de carrera dentro de un rango de vueltas predefinido. El formato de disputa es de una sola carrera de 200 km, con puntaje especial para remarcar la importancia de la prueba. 
Originalmente, la competencia se desarrolló mayoritariamente en el Autódromo Oscar y Juan Gálvez de la Ciudad de Buenos Aires, motivo por el cual la competencia fue conocida como 200 km de Buenos Aires. Sin embargo, dos ediciones se llevaron a cabo en otros autódromos: el Autódromo Roberto Mouras de La Plata en 2011, y el Autódromo Provincia de La Pampa en Toay en 2015.
A lo largo de su historia, han participado varios pilots extranjeros, entre ellos Alain Menu, Nicola Larini, Luciano Burti, Christian Fittipaldi, Eliseo Salazar, Ricardo Maurício, Jordi Gené, Anthony Reid, Rickard Rydell, Robert Huff, Santiago Urrutia y Tom Coronel.
En las ediciones 2005 y 2006, el Stock Car Brasil compitió en Buenos Aires el mismo fin de semana que el TC2000.

## Ganadores
| Año                      | Pilotos                  | Pilotos                  | Automóvil                | Equipo                      | Circuito                 | Resultados               |
| Turismo Competición 2000 | Turismo Competición 2000 | Turismo Competición 2000 | Turismo Competición 2000 | Turismo Competición 2000    | Turismo Competición 2000 | Turismo Competición 2000 |
| ------------------------ | ------------------------ | ------------------------ | ------------------------ | --------------------------- | ------------------------ | ------------------------ |
| 2004                     | Gabriel Ponce de León    | Patricio Di Palma        | Ford Focus I             | Ford YPF                    | Gálvez N.º 9             | Resultados               |
| 2005                     | Diego Aventín            | Luciano Burti            | Ford Focus I             | Ford YPF                    | Gálvez N.º 12            | Resultados               |
| 2006                     | Matías Rossi             | Alain Menu               | Chevrolet Astra          | Chevrolet Elaion Pro Racing | Gálvez N.º 12            | Resultados               |
| 2007                     | Juan Manuel Silva        | Ezequiel Bosio           | Honda Civic VIII         | Honda Petrobras             | Gálvez N.º 9             | Resultados               |
| 2008                     | José María López         | Anthony Reid             | Honda Civic VIII         | Honda Petrobras             | Gálvez N.º 9             | Resultados               |
| 2009                     | Norberto Fontana         | Ricardo Maurício         | Toyota Corolla           | Toyota Team Argentina       | Gálvez N.º 12            | Resultados               |
| 2010                     | Bernardo Llaver          | Mauro Giallombardo       | Toyota Corolla           | Toyota Team Argentina       | Gálvez N.º 12            | Resultados               |
| 2011                     | Mariano Werner           | Esteban Guerrieri        | Toyota Corolla           | Toyota Team Argentina       | La Plata                 | Resultados               |
| Súper TC2000             |                          |                          |                          |                             |                          |                          |
| 2012- 2013               | No se disputó            | No se disputó            | No se disputó            | No se disputó               | No se disputó            | No se disputó            |
| 2014                     | Néstor Girolami          | Mauro Giallombardo       | Peugeot 408              | Peugeot Lo Jack Team        | Gálvez N.º 8             | Resultados               |
| 2015                     | Matías Rossi             | Gabriel Ponce de León    | Toyota Corolla           | Toyota Team Argentina       | La Pampa                 | Resultados               |
| 2016                     | Agustín Canapino         | Guillermo Ortelli        | Chevrolet Cruze I        | Chevrolet YPF               | Gálvez N.º 9             | Resultados               |
| 2017                     | Emiliano Spataro         | Christian Ledesma        | Renault Fluence          | Renault Sport               | Gálvez N.º 15            | Resultados               |
| 2018                     | Facundo Ardusso          | Mariano Altuna           | Renault Fluence          | Renault Sport               | Gálvez N.º 8             | Resultados               |
| 2019                     | Leonel Pernía            | Damián Fineschi          | Renault Fluence          | Renault Sport               | Gálvez N.º 9             | Resultados               |
| 2020                     | No se disputó            | No se disputó            | No se disputó            | No se disputó               | No se disputó            | No se disputó            |
| 2021                     | Leonel Pernía            | Antonino García          | Renault Fluence          | Renault Castrol Team        | Gálvez N.º 9             | Resultados               |
| TC2000                   |                          |                          |                          |                             |                          |                          |
| 2022                     | Leonel Pernía            | Antonino García          | Renault Fluence          | Axion Energy Sport Team     | Gálvez N.º 9             | Resultados               |
| 2023                     | Leonel Pernía            | Antonino García          | Renault Fluence          | Axion Energy Sport Team     | Gálvez N.º 8             | Resultados               |
| Fuente:                  |                          |                          |                          |                             |                          |                          |

## Estadísticas
- La marca más ganadora de esta competencia es Renault que ostenta cinco triunfos, cuatro de las cuales fueron con apoyo oficial de la marca y una con apoyo semioficial. En tanto, Toyota ha logrado cuatro triunfos.
- El piloto titular que más victorias posee en el historial completo de esta competencia es el argentino Leonel Pernía, quien se impuso en cuatro ocasiones (2019, 2021, 2022 y 2023 con la marca Renault). Por su parte, Gabriel Ponce de León y Matías Rossi han logrado dos victorias.
- Los pilotos invitados que obtuvieron la mayor cantidad de victorias en el historial de esta competencia son los argentinos Mauro Giallombardo (2010 con Toyota y 2014 con Peugeot) y Antonino García (2021 y 2022 con Renault).
- El único piloto que lograra obtener la victoria en esta competencia, tanto de titular como de invitado, es el argentino Gabriel Ponce de León, quien se impusiera en la primera edición de la competencia, como titular dentro del equipo Ford con Patricio Di Palma como invitado, mientras que en 2015 lo hizo como invitado de Matías Rossi y del equipo Toyota.
- El piloto brasileño Luciano Burti se convirtió en el primer piloto extranjero en conseguir una victoria dentro del TC 2000, al llevarse la edición 2005, como invitado de Diego Aventín y el equipo Ford. Por su parte, el suizo Alain Menu fue el primer piloto de origen europeo en conquistar un triunfo en el TC 2000, al llevarse la edición 2006, como invitado de Matías Rossi y el equipo Chevrolet.
- La dupla conformada por el brasileño Cacá Bueno y el escocés Anthony Reid, fue el primer binomio de pilotos 100% extranjero en acceder a un escalón del podio en esta competencia. Ese hecho tuvo lugar en la edición 2007 donde ambos clasificaron en el segundo lugar, por detrás de sus compñeros de equipo del tándem Juan Manuel Silva-Ezequiel Bosio.